# Gorla (métro de Milan)
Pour les articles homonymes, voir Gorla.
Gorla est une station de la ligne 1 du métro de Milan, située piazza Gorla, du nom du quartier qui l'entoure, Gorla (ou Gòrla en lombard).